# Il sogno di Butterfly
Il sogno di Butterfly è un film del 1939 diretto da Carmine Gallone.

## Trama
Rosa, cantante lirica, deve interpretare la Madama Butterfly in un teatro di provincia. Rivive però le stesse angoscie della protagonista venendo lasciata con un figlio dal direttore d'orchestra americano. 